# Patrick Estève
Patrick Estève (Lavelanet, 14 de febrero de 1959) es un ex–jugador francés de rugby que se desempeñaba como wing.

## Selección nacional
Fue convocado a Les Bleus por primera vez en octubre de 1982 para enfrentar a los Stejarii, fue uno de los invitados de honor para disputar uno de los partidos del Centenario de la World Rugby y disputó su último partido en junio de 1987 ante los Welwitschias. En total jugó 25 partidos y marcó doce tries para un total de 48 puntos (un try valía 4 puntos por aquel entonces).

### Participaciones en Copas del Mundo
Solo disputó una Copa del Mundo; Nueva Zelanda 1987 donde Estève fue convocado como suplente, jugó partidos en fase de grupos y marcó un try ante Zimbabue. Les Bleus integrados por jugadores como Philippe Sella y Serge Blanco; mostrarían un gran nivel a lo largo del torneo, ganaron su grupo concediendo solo un empate ante el XV del Cardo, vencieron a los Flying Fijians en cuartos de final, derrotaron a los Wallabies en semifinales y perdieron la final ante los anfitriones; los All Blacks.
| Mundial                       | Sede          | Resultado  | PJ | Tries |
| ----------------------------- | ------------- | ---------- | -- | ----- |
| Copa Mundial de Rugby de 1987 | Nueva Zelanda | Subcampeón | 2  | 1     |

## Palmarés
- Campeón de la Copa de Francia de Rugby de 1985.
- Campeón del Challenge Yves du Manoir de 1984.